# CBS Radio
CBS Radio — бывшая американская радиокомпания и радиосеть, принадлежавшая CBS Corporation. С момента появления объединяла радиостанции CBS и Westinghouse Broadcasting/Group W, в 1970-х добавились активы Infinity Broadcasting. 17 ноября 2017 года была продана радиовещательной компании Entercom.
Хотя отсчёт присутствия CBS в радиобизнесе ведётся с основания CBS Radio Network в 1927 году, её нынешнее радийное подразделение было сформировано в 1997 году после покупки Infinity Broadcasting владельцем CBS Westinghouse. В 1999 году Infinity стало подразделением Viacom, в 2005 году после раздела компании CBS и Infinity Broadcasting оказались вместе, и подразделение получило имя CBS Radio. Была последней из большой четвёрки радиосетей США (NBC избавилось от радиоактивов в 1980-х, Mutual Broadcasting System было продано Westwood One в 1985 году, ABC продало своё подразделение Citadel Broadcasting в 2007 году).

## История
CBS Radio является одним из старейших подразделений CBS Corporation, основанным в 1928 году. Однако CBS Radio Network (нынешнее CBS News Radio) было запущено годом ранее, когда само CBS было известно как United Independent Broadcasters. Позже Columbia Records вошло в этот бизнес, и компания была переименована в Columbia Phonographic Broadcasting System. В сентябре 1927 Columbia Records продала компанию Уильяму Пейли, и в следующем году сменил название компании на Columbia Broadcasting System.
Компании, впоследствии ставшая CBS Radio, была основана в 1972 году Майклом Э. Винером и Джеральдом Каррусом под названием Infinity Broadcasting Corporation. Первым активом стала купленная в области залива Сан-Франциско радиостанция KOME. В 1986 и 1992 году компания выходила на IPO.
В 1995 году Westinghouse Electric Corporation приобрёл CBS, Inc. за 5,4 млрд долл., а через два года — Infinity Broadcasting за 3,7 млрд долл.. В дальнейшем под брендом Infinity Broadcasting Corporation были объединены все радийные активы и бизнес по наружной рекламе новой компании CBS Corporation, к которым в сентябре 1997 года прибавились 98 радиостанций American Radio Systems. В 1999 году CBS Corporation объединилась с Viacom, в 2005 году произошёл раздел активов: Viacom получила кинобизнес и кабельное телевидение, в то время как CBS Corporation сохранило оставшееся (Infinity Broadcasting было переименовано в CBS Radio).
В августе 2006 года CBS Radio сообщило о продаже Entercom Communications 15 радиостанций в Мемфисе, Рочестере, Остине и Цинциннати. Одобрение федеральной комиссии по связи было получено в середине ноября 2007 года, сделка была закрыта 30 ноября. Также был продан ряд радиостанций, в основном на маленьких рынках, покупателями выступили компании вроде Border Media Partners и Peak Media Corporation.
30 апреля 2008 года CBS Radio и AOL вступили в партнёрство, по которому радиоплеер AOL появился на сайтах 200 радиостанций, которые появились в мобильном приложении AOL Radio.
В 2008 году CBS начало процесс оптимизации своих радиостанций, в ходе которого было решено избавиться от активов на рынках среднего размера и в тех местах, где не было телевизионных станций и связанного с ними синергетического эффекта. 31 июля 2008 года CBS Radio сообщило о планах продать более 50 радиостанций на рынках среднего размера.
15 декабря 2008 года между CBS Radio и Clear Channel Communications было достигнуто соглашение об обмене радиостанциями: CBS получало Хьюстон (KHMX и KLOL), в обмен отдавая Балтимор (WQSR), Сиэтл (KBKS), Портленд (KLTH и KXJM) и Сакраменто (KQJK) . Сделка была закрыта 1 апреля 2009 года.
20 декабря 2008 года было объявлено о выходе CBS Radio с медиарынкa Денвера через продажу Wilks Broadcasting радиостанций KIMN, KWOF, and KXKL за 19,5 млн долл.
10 августа 2009 года CBS Radio сообщило о продаже активов в Портленде (KCMD, KINK, KUFO и KUPL) Alpha Broadcasting за 40 млн долл.
4 февраля 2010 года все радиостанции CBS Radio вместе с AOL Radio и Yahoo! Music Radio лишили слушателей не из США возможности слушать онлайн-контент. Сайт CBS Radio перенаправлял на родственный проект Last.fm, в июле 2010 года был запущен сайт Radio.com.
9 апреля 2012 года стало известно о продаже Palm Beach Broadcasting за 50 млн долл. радиостанций в кластере Вест-Палм-Бич
1 декабря 2014 года CBS Radio обменяла 14 радиостанций в Шарлотт, Тампа-Бэй и Филадельфии в обмен на радиостанции Beasley Broadcast Group в Филадельфии (WRDW-FM, WKIS, WPOW) и Майами (WQAM).

### Слияние с Entercom
15 марта 2016 года CEO CBS Corporation Лес Мунвес рассматривает альтернативные планы развития, подразумевающие продажу или выделение CBS Radio. Одним из потенциальных покупателей называлось Cumulus Media. В июле CBS Radio подала заявку на планируемое IPO, в ходе которого эта дочерняя компания становилась отдельной публичной компанией. 2 февраля 2017 года CBS Radio сообщило о достижении соглашения об объединении с четвёртым по величине радиовещателем Entercom, сделка не облагалась налогами из-за соблюдения условий Reverse Morris Trust. Для выполнения условий федерального законодательства об ограничении собственности, Entercom планировал избавиться от 14 радиостанций.
Сделка была закрыта 17 ноября 2017 года, положив конец эре радиосетей большой телевизионной тройки ABC (управляет несколькими станциями под зонтичным брендом ESPN Radio вне собственной оригинальной сети), NBC и CBS. По итогам сделки Entercom становился второй крупнейшей радиосетью в США по финансовым показателям с 244 радиостанциями и присутствием в 23 из 25 крупнейших рынках.
Радиосети CBS News Radio и CBS Sports Radio в сделку не вошли, но трансляция CBS Sports Radio на радиостанциях Entercom сохранилась. Ведущие и сотрудники CBS Sports Radio стали сотрудниками Entercom.